# Santuario de los Grandes Dioses de Samotracia

Localización de Samotracia, junto con otros santuarios griegos.

El Santuario de los Grandes Dioses de Samotracia es uno de los principales santuarios panhelénicos, situado en la isla de Samotracia, en Tracia. Construido al oeste de las murallas de la ciudad de Samotracia, era independiente, como lo muestra el envío de embajadores de la ciudad al santuario durante las fiestas. 
Era célebre en el conjunto del mundo griego desde la época clásica por su culto mistérico, un culto ctónico que no era menos renombrado que el de los misterios eleusinos, y numerosos personajes fueron allí iniciados: el historiador Heródoto, uno de los raros autores en haber dejado algunas indicaciones sobre la naturaleza de los misterios, el espartano Lisandro, así como numerosos atenienses. El culto es mencionado por Platón y Aristófanes. 
Conoció un periodo de desarrollo arquitectónico espectacular en la época helenística cuando se convierte, tras la iniciación de Filipo II, en un santuario nacional macedonio en el que los sucesores de Alejandro Magno rivalizaban en munificiencia. Permanece como lugar de culto importante hasta la época romana e incluso  el emperador Adriano lo visita. El escritor Marco Terencio Varrón describe una parte de los misterios, antes de desaparecer a finales de la antigüedad tardía.

## El culto de los Grandes Dioses
La identidad y la naturaleza de las divinidades veneradas en el santuario resulta en gran parte enigmática, teniendo en cuenta que estaba prohibido pronunciar su nombre. Las fuentes literarias antiguas les designan bajo la apelación colectiva de «Cabiros» (griego Κάϐειροι, Kábeiroi), mientras que ellas llevan el simple nombre de Dioses o Grandes Dioses (griego Μεγάλοι Θέοι, Megáloï Théoï) en las inscripciones encontradas en el sitio.

### El panteón de Samotracia
El panteón de los Grandes Dioses comprende varias divinidades ctónicas, la mayoría son anteriores a la llegada de colonos griegos a la isla  en el siglo VII a. C., y reagrupadas alrededor de una figura central, la Gran Madre.
- La Gran Madre, diosa a menudo representada en las monedas de Samotracia como una mujer sentada, con un león a su lado. Su nombre secreto original era Axieros. Estaba emparentada con la Gran Madre anatolia, la Cibeles de Frigia, o incluso con la Diosa Madre troyana del monte Ida. Los griegos la identificaron también con la diosa de la fecundidad Deméter. La Gran Madre era el ama todopoderosa del mundo salvaje de las montañas, venerada en las rocas sagradas donde se le ofrecían sacrificios. En el santuario de Samotracia, los altares corresponden a afloramientos rocosos de pórfido, de colores variados (rojo, verde, azul o gris). Para sus fieles, su poder se manifiesta también en la vetas de mineral de hierro magnético, de los cuales elaboran los anillos que los iniciados llevan en señal de reconocimiento. Cierto número de estos anillos han sido encontrados en las tumbas de la necrópolis vecina del santuario.
- Hécate, bajo el nombre de Zerynthia, y Afrodita-Zerynthia, dos diosas importantes de la naturaleza, eran igualmente veneradas en Samotracia, habiendo sido desligado su culto del de la Gran Madre y acercado a divinidades más familiares a los griegos.
- Cadmilo (griego Καδμῦλος, Cadmilo), el esposo de Axieros, es un dios de la fertilidad identificado por los griegos con Hermes, una deidad itifálica, cuyos símbolos sagrados son una cabeza de carnero y un bastón, el kerykeion, evidente símbolo fálico, que se encuentra en ciertas monedas.
- Otros dos daimones masculinos acompañan a Cadmilo, los Cabiros, que corresponden quizá en el origen a los dos héroes legendarios fundadores de los misterios de Samotracia, los hermanos Dárdano (griego Δάρδανος, Dárdanos) y Yasión. Son identificados por los griegos con los Dióscuros, divinidades gemelas muy populares como protectores de los marinos en peligro.
- Una pareja de dioses infernales, Axiokersos y Axiokersa, es identificada con Hades y Perséfone, y no pertenece quizás al grupo original de las divinidades pregriegas. La leyenda familiar para los griegos de la violación de la diosa de la fertilidad por el dios de los Infiernos forma así parte, con una importancia menor que en Eleusis, del drama sagrado celebrado en Samotracia.
- En una época tardía, este mismo mito ha sido identificado con el de la boda de Cadmo y de Harmonía, quizás con motivo del acercamiento onómastico con Cadmilo y Electra.

### Los ritos

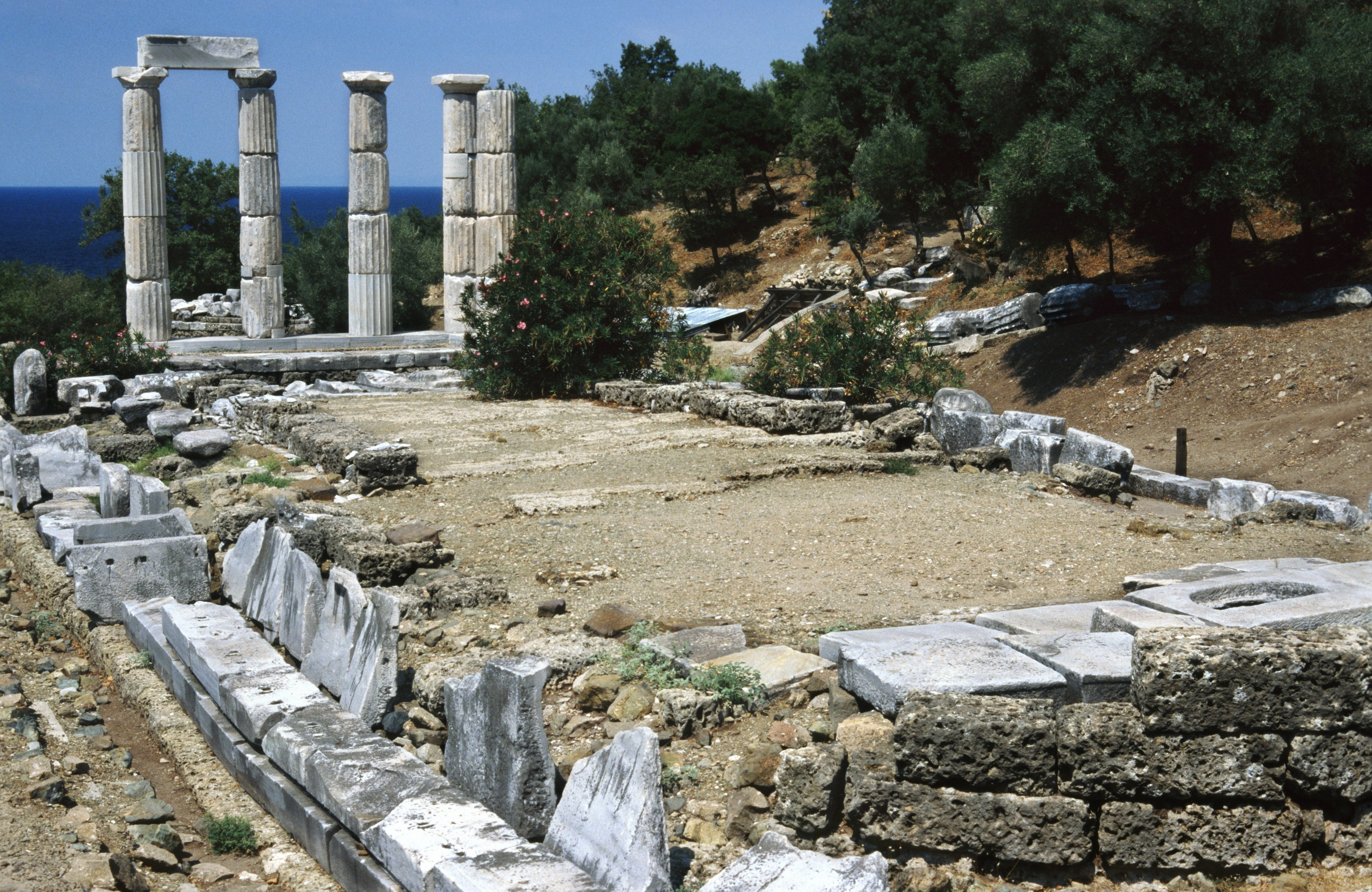
Vista de los restos del Hierón (plano, número 13).

El conjunto del santuario estaba abierto a cualquier persona que quisiera venerar a los Grandes Dioses, aunque el acceso a los edificios consagrados estaba reservado solo a los iniciados.
Los ritos más comunes no se distinguían de los practicados en otros santuarios griegos: oraciones y ofrendas acompañaban a los sacrificios cruentos de animales domésticos (corderos, cerdos) consumidos en los hogares sagrados (ἐσχάραι, eschárai), así como libaciones hechas a las divinidades ctónicas en las fosas rituales, circulares o rectangulares (griego βόθρος, bóthros). Fueron utilizados numerosos altares de roca, la mayoría fueron recubiertos a finales del siglo V a. C. por una cerca monumental.
La gran fiesta anual, por la cual afluían a la isla enviados de todo el mundo griego, se celebraba quizás en julio. Comprendía la representación de un drama ritual, figurando un matrimonio sagrado (hieros gamos) que tenía lugar quizás en el edificio con el friso de danzantes construido en el siglo IV a. C. En esta época se impuso la creencia de que la búsqueda de la virgen desaparecida, que era seguida de la celebración de su boda con el dios de los Infiernos, representaba la boda de Cadmo y de Harmonía. El friso a partir del cual se designa el témenos podría ser una alusión a esta boda. Hacia 200 a. C., una competición dionisiaca se añadió al festival, gracias a la construcción de un teatro (plano, número 10), frente al gran altar (plano, número 11). Los mitos locales debían ser representados allí: es en esta época cuando la ciudad de Samotracia honró a un poeta de Yaso en Caria, por haber compuesto la tragedia Dárdano y haber realizado otros favores a la isla, la ciudad y el santuario.
El santuario era objeto de numerosos dones votivos, conservados en el edificio especialmente reservado a este efecto, lindando al gran altar (plano, número 12): estatuas de bronce, de mármol o de arcilla, armas, vasos, etc. En razón de la situación de Samotracia sobre las rutas marítimas frecuentadas, el culto de los Cabiros era particularmente popular y de numerosas ofrendas votivas, a menudo muy modestas, les eran destinadas: las excavaciones han sacado a la luz conchas y anzuelos ofrecidos por marineros y pescadores que agradecían a las divinidades el haberlos salvado de los peligros del mar.

### La iniciación

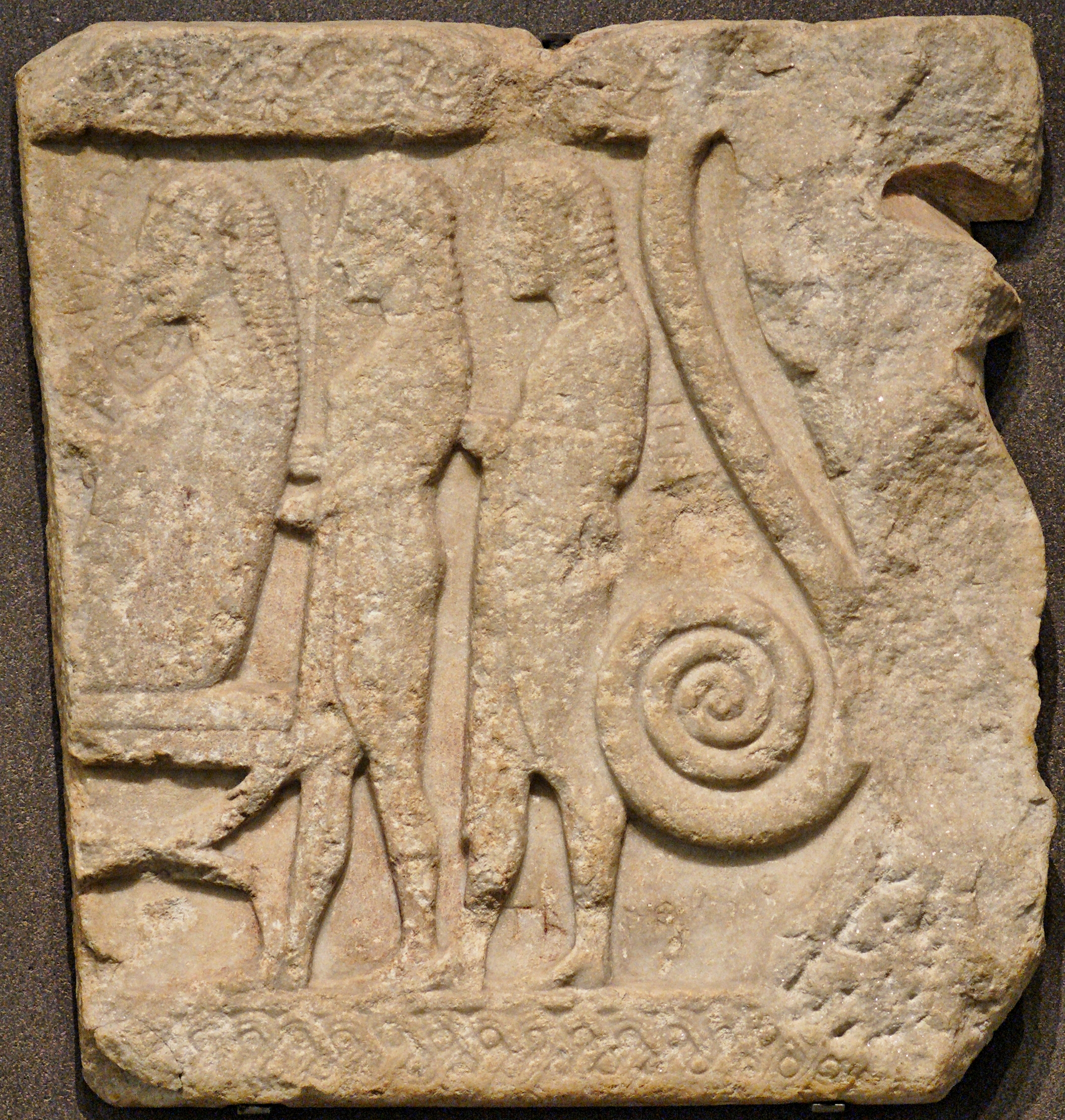
Agamenón, su heraldo Talcibio y Epeo, ¿escena de iniciación al culto de los Cabiros?. Relieve descubierto en Samotracia, c. 560 a. C., Museo del Louvre.

La particularidad del culto de los misterios de Samotracia era su gran apertura: contrariamente a los misterios eleusinos, la iniciación no requería ninguna condición de edad, de sexo, de estatus ni de nacionalidad. Todos, hombres y mujeres, adultos y niños, griegos y no griegos, libres, libertos o esclavos, podían participar en ellos. La iniciación no estaba limitada a una fecha precisa, y se podía el mismo día ser iniciado en dos grados sucesivos de los misterios, la única condición era estar presente en el santuario.
El primer estadio de la iniciación de los misterios era la myèsis (griego μύησις): el mystes (griego μύστης, mystês), es decir, el iniciado, recibía la revelación de un relato sagrado y le eran mostrados símbolos particulares. Así, para Heródoto, la revelación concernía a la interpretación de imágenes itifálicas de Hermes-Cadmilo. Según Varrón, los símbolos revelados en esta ocasión simbolizaban el Cielo y la Tierra. A cambio de esta revelación, que era mantenida en secreto, el iniciado recibía la seguridad de ciertos privilegios: la esperanza de una vida mejor, y más particularmente la protección del mar, quizá como en Eleusis, la promesa de una vida feliz tras la muerte. En el curso de la ceremonia, recibía una faja roja, anudada alrededor de la cintura, que servía de talismán mágico para protegerle. El anillo de hierro expuesto al poder divino de las piedras magnéticas era probablemente otro símbolo de protección conferido durante la iniciación.

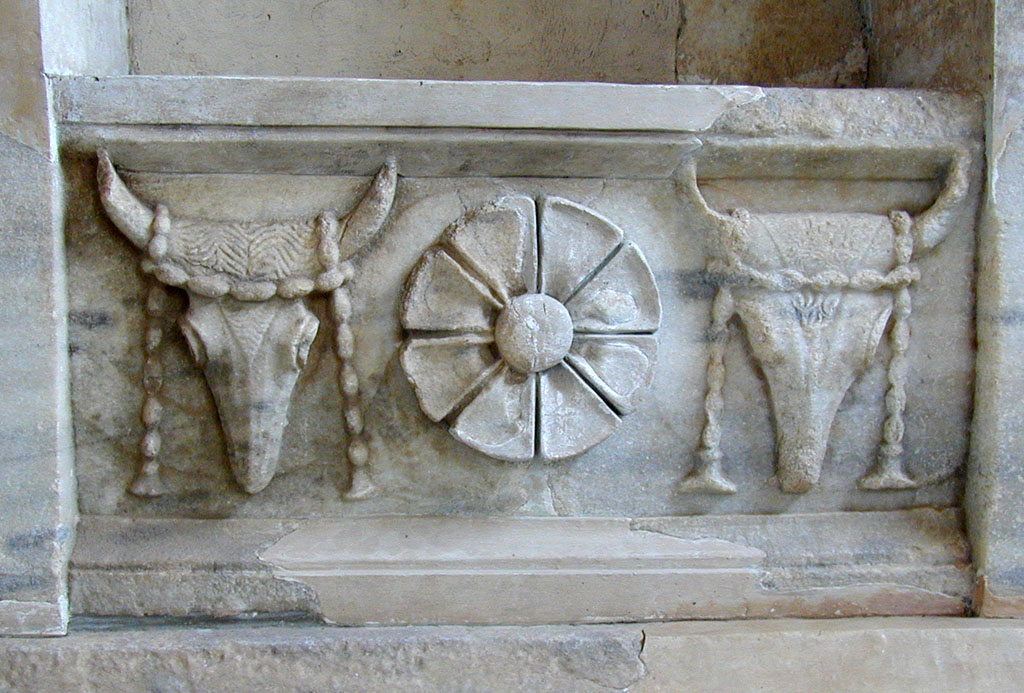
Parapeto con bucráneos proveniente de la Rotonda de Arsínoe (Museo de Samotracia) (plano, número 15).

La preparación a la iniciación se hacía en una pequeña estancia al sur del Anaktoron (plano, número 16), especie de sacristía donde el iniciado vestido de blanco recibía una lámpara. La myèsis tenía lugar en el Anaktoron (literalmente la Casa de los señores), una gran sala capaz de acoger la masa de fieles ya iniciados que asistían a la ceremonia en los bancos dispuestos a lo largo de los muros. El candidato a la iniciación cumplía un rito de lustración en un estanque situado en el ángulo sureste; después vertía una libación a los dioses en una fosa circular. Al final de la ceremonia, tomaba sitio, sentado, en un estrado de madera, enfrente de la puerta principal, mientras que tenían lugar danzas rituales alrededor de él. A continuación era conducido a la estancia norte, el santuario donde recibía la revelación propiamente dicha. El acceso a este santuario estaba prohibido a las personas no iniciadas. Un documento atestiguaba sus iniciación en los misterios, y puede que, al menos en el último periodo del santuario, pagara por hacer inscribir su nombre en una placa conmemorativa fijada en un monumento.
El segundo grado de iniciación se llamaba épopteia (griego ἐποπτεία), literalmente la «contemplación»: contrariamente a Eleusis donde un intervalo de un año debía separar los dos grados de iniciación, aquí podía ser obtenido tras la myèsis y no era obligatorio. No era incluso realizado más que por un pequeño número de iniciados, lo que hace pensar que implicaba condiciones juzgadas difíciles, aunque no fueran ni financieras ni sociales. K. Lehman estima que se trataba de exigencias morales, al ser el candidato escuchado, debía confesar sus «pecados»: esta confesión tendría lugar de noche, como el conjunto de ritos iniciáticos, delante del Hierón (plano, número 13), donde se ha hallado la base que debió soportar una antorcha gigante. De una manera general, el descubrimiento de numerosas lámparas y de soportes de antorchas en todo el sitio confirma la naturaleza nocturna de los principales ritos. Tras el interrogatorio y la eventual absolución concedida por el sacerdote u oficiante, el candidato era introducido en el Hierón, que tenía así una función de épopteion, donde procedía a los ritos de lustración y a un sacrificio en un hogar sagrado situado en el centro de la cella. A continuación tomaba sitio en la parte trasera del edificio, delante de la extremidad en forma de ábside, que aspira a recordar a una gruta. El hierofante (griego ἱεροφάντης, hierophántês), dicho de otra forma, el iniciador, se posicionaba en el ábside sobre un estrado (bêma), recitaba la liturgia, y mostraba los símbolos de los misterios.
En época romana, hacia 200 a. C., la entrada del Hierón se modificó para permitir la entrada de las víctimas para el sacrificio. Se construyó un parapeto en el interior para proteger a los espectadores y fue habilitada una cripta en el ábside. Estas modificaciones sirvieron para la celebración de las Criobolia y de las Taurobolia de la Magna Mater anatolia, que fueron introducidas en la épopteia. Los nuevos ritos veían al iniciado, o tal vez solo al sacerdote en su nombre, descender a un foso del ábside. La sangre de los animales sacrificados era entonces vertida sobre él, según un rito de naturaleza bautismal.

## La organización del santuario

Plano general del santuario y cronología de los principales monumentos.
1: Acrópolis.
2: Teatro.
3: Estadio.
4: Buleuterio.
5: Edificio de la Milesia.
6: Neorion.
7: Sala de banquetes.
8: Pórtico.
9: Fuente de la Victoria de Samotracia.
10: Teatro.
11: Altar mayor.
12: Expositorio de las ofrendas.
13: Hierón.
14: Témenos.
15: Arsinoeión.
16: Anaktoron.
17 a 19: Uso desconocido.
20: Ptolemaion.

El plano del santuario de Samotracia puede parecer confuso en un primer momento: es el resultado de la topografía particular del sitio, así como de la sucesión de diferentes programas de construcción repartidos en dos siglos. El santuario ocupa en las pendientes occidentales del monte Hagios Georgios tres terrazas estrechas separada por dos torrentes encajonados. La entrada se hizo al este por el propileo debido a Ptolomeo II, también llamado Ptolemaion (plano, número 20), que atraviesa el arroyo occidental y hace función de puente. Inmediatamente al oeste, sobre la primera terraza, un lugar enlosado, en peldaños circulares, consta de un altar en su centro y debía servir de área sacrificial, sin que pueda precisarse más su función.
Un camino tortuoso desciende hacia la terraza principal, entre los dos arroyos, donde se hallan los principales monumentos que servían para el culto.

### Arsinoeión

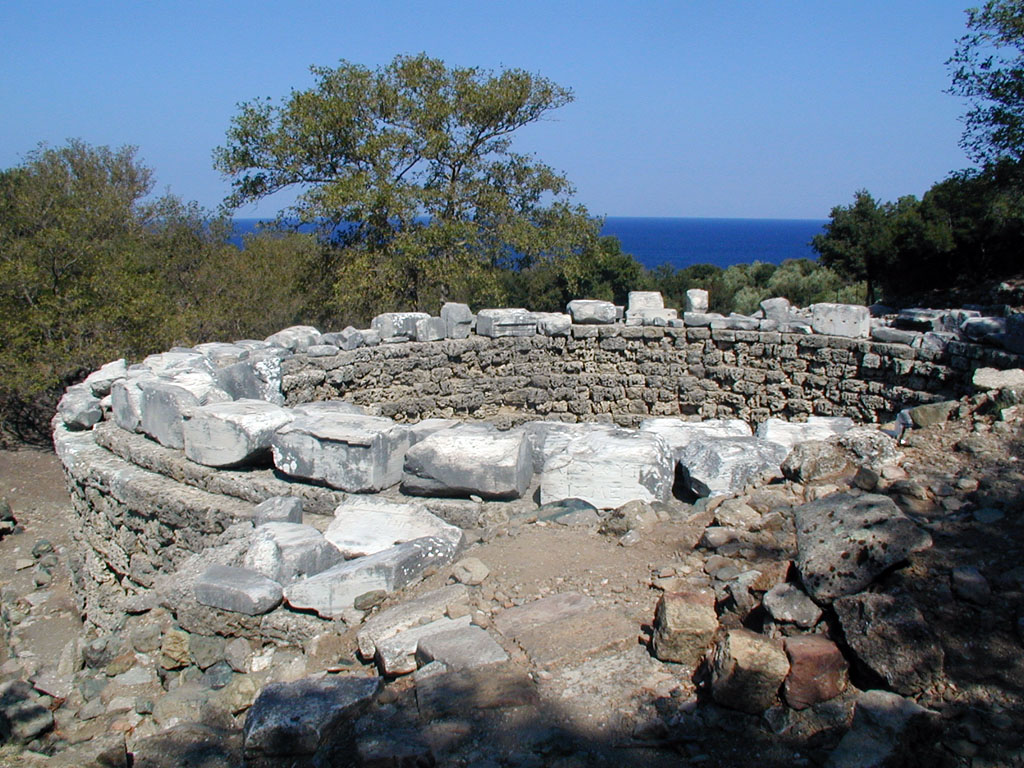
Cimientos de la Rotonda de Arsínoe y fragmento de la dedicatoria (plano, número 15).

Un gran tholos, el Arsinoeión, o Rotonda de Arsínoe (plano, número 15), la mayor sala circular cubierta del mundo griego (20 m de diámetro), servía quizá para acoger a los teoros, los embajadores sagrados delegados por las ciudades o las asociaciones de las grandes fiestas del santuario. La decoración de rosetas y de bucráneos (cabezas de toros adornadas con guirnaldas: cf. fotografía) hace pensar que los sacrificios podían desarrollarse también allí. La rotonda fue construida sobre un edificio más antiguo del cual no subsisten más que los cimientos.
Este edificio, novedoso en el helenismo, temprano por su concepción, fue construido entre 289-281 a. C., como un acto de evergetismo real por Arsínoe que luego llegaría a ser la reina de Egipto Arsínoe II Filadelfo. En él, no se sigue el modelo tradicional del tholos del siglo IV a. C. sino que se limita la columnata externa a un solo piso superior de ventanales. Su interior es limpio, grande para los cánones griegos, sin soportes interiores y está cuidada la decoración, con amplia cúpula de casetones de madera, tal vez uno de los antecedentes conceptuales del futuro Panteón de Agripa.

### Otros edificios
Inmediatamente a la salida del camino que lleva a la entrada del santuario se halla el mayor edificio de culto, el Edificio del Friso de las Bailarinas (plano, número 14), quizás también llamado Témenos, porque corresponde a un cercado monumental que marca un área sacrificial mucho más antigua. La reconstrucción de su plano ha variado considerablemente (comparar, por ejemplo, las diferentes ediciones de la guía arqueológica de K. Lehman — el plano contiguo corresponde a la 4ª edición). Se trataría de un simple patio precedido de un propileo jónico decorado con el célebre friso de las bailarinas. El célebre arquitecto Escopas podría haber sido el autor.
Al sur del Témenos se halla el edificio de culto más importante, el Epopteion, designado por una inscripción del nombre de Hierón (plano, número 13). La dedicatoria no es conocida, pero no puede ser más que real dada la magnificencia del edificio. Es una especie de templo, que no es períptero y no consta más que de una columnata próstila (en parte elevadas). Los adornos arquitectónicos de la fachada se caracterizan por su gran refinamiento. El espacio interior corresponde a la mayor anchura (de 11 m) sin apoyo intermedio conocido en el mundo griego. El edificio termina al sur por un ábside inscrito, que constituye, como el corazón de una iglesia, la parte más sagrada. Podría, según R. Ginouvès evocar una gruta para acoger los ritos de los cultos ctónicos. Al oeste del Hierón se situaban el altar principal (Altar Corto) y una sala de exposición de las ofrendas de los fieles (plano, números 11 y 12 respectivamente).

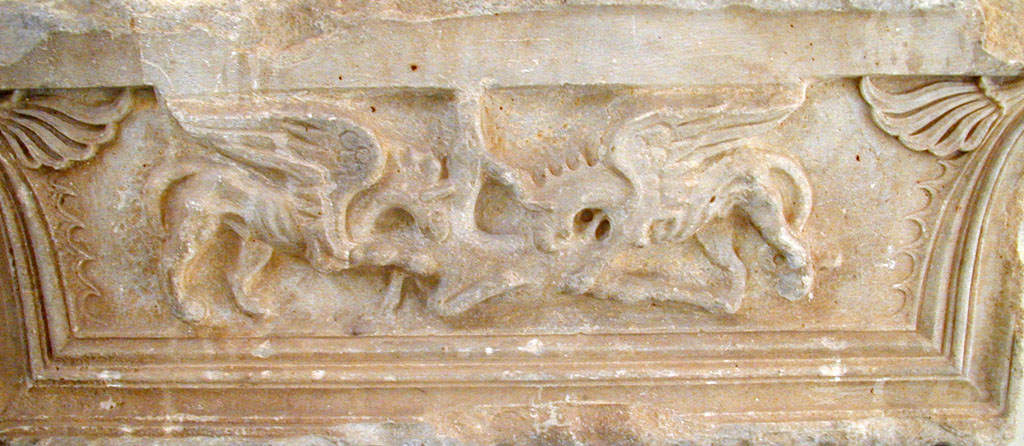
Capitel de la fachada oeste del propileo de Ptolomeo II: grifos devorando una cierva (Museo) (plano, número 20).

Al norte de la Rotonda de Arsínoe, se halla el Anaktoron, el edificio que acogía la myèsis, cuya versión actualmente visible data de la época imperial romana. Era uno de los edificios más sagrados del santuario, donde tenían lugar las iniciaciones a los misterios. El acceso a este edificio estaba reservado a los iniciados, y las ceremonias que aquí se celebraban estaban rodeadas de un secreto absoluto.
La tercera y última terraza, al oeste del centro cultural del santuario, está sobre todo ocupada por monumentos votivos, como el Edificio de la Milesia, así llamado con motivo de su dedicatoria por una ciudadana de Mileto (plano, número 5), y el Neorion (plano, número 6). Allí se hallan también salas de  banquetes (plano, número 7). Tres pequeños tesoros helenísticos vecinos son muy poco conocidos (plano, números 1 a 3). Dominando la terraza central, este espacio está sobre todo dominado por un pórtico muy grande (104 m de largo; plano, número 8) que constituye un segundo plano monumental del santuario, por encima del teatro.
Se hallan en esta parte del sitio los más recientes restos de ocupación: un fuerte cuadrado bizantino fue construido en el emplazamiento de los tesoros que reempleó los materiales de construcción.

## Un santuario nacional macedonio
Se dice que Filipo estando en Samotracia, en su primera juventud, fue iniciado en los misterios con Olimpia, entonces niña y huérfana de padre y de madre. Se enamoró;  y, después de haber conseguido el consentimiento de Arimba, hermano de esta princesa, la desposó.
Plutarco, Vidas paralelas, Alejandro II.2.)

Según Plutarco, el rey de Macedonia, Filipo II habría encontrado así a su futura esposa, la princesa epirota de la dinastía eácida Olimpia durante su iniciación en los misterios de Samotracia. De esta anécdota histórica viene la fidelidad de la dinastía argéada al santuario, luego de dos dinastías de  diádocos, los lágidas y los antigónidas que rivalizan en munificencia en el curso del siglo III a. C., durante los diferentes períodos de su dominio sobre la isla y más generalmente sobre el Egeo septentrional.
El primer soberano en distinguirse y del que se ha guardado el rastro epigráfico es el hijo de Filipo II y hermanastro de Alejandro, Filipo Arrrideo quien figuró como principal bienhechor del santuario en el siglo IV a. C.: se le debe probablemente el Témenos hacia 340 a. C., el Altar Corto en el siguiente decenio, el Hierón hacia 325 a. C., así como el monumento dórico al borde del área circular este, dedicado en su nombre, así como el de Alejandro IV, su sobrino, y fechado por consiguiente en su reino entre 323 y 317 a. C.

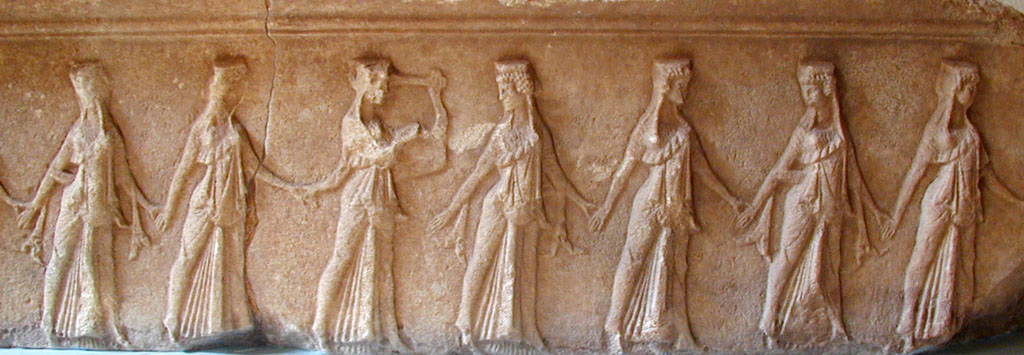
Friso de las Bailarinas que proviene del Témenos (Museo) (plano, número 14).

La segunda fase de construcciones monumentales comenzó en los años 280 con la rotonda de Arsínoe II: podría datar o del período (288-281 a. C.) o del periodo en que esta hija de Ptolomeo I Sóter se convirtió en esposa del diádoco Lisímaco, entonces rey de Macedonia, o del de (276-271 a. C.) donde, viuda, se vuelve a casar con su propio hermano, Ptolomeo II Filadelfo. Subsiste solo un bloque de la inscripción monumental de la dedicatoria que dominaba la puerta. Ptolomeo II hizo construir el propileo que corta la entrada del santuario: la poderosa flota lágida le permitió extender entonces su dominio sobre lo esencial del mar Egeo hasta las costas tracias (Ainos, Maronea), y las construcciones de Samotracia son el testimonio de esta influencia.
El restablecimiento de la dinastía antigónida sobre el trono de Macedonia, con Antígono II de Macedonia, condujo pronto al enfrentamiento por la supremacía marítima en el Egeo: Antígono celebró así su éxito naval de Cos hacia 255-245 a. C. dedicando al santuario un navío de su flota victoriosa, expuesto en un edificio construido ad hoc sobre la terraza occidental, el Neorion (plano, número 6). Se inspira así quizás en otro Neorion, de Delos, edificado probablemente a finales del siglo IV a. C., pero que reutilizó y consagró a otro de sus navíos en la misma época.
La guerra naval entre lágidas y antigónidas tuvo intermitencias durante toda la segunda mitad del siglo III a. C. hasta Filipo V de Macedonia, el último rey antigónida en intentar establecer una talasocracia macedonia, vencido finalmente por la alianza marítima de Rodas y de Pérgamo: una columna monumental le está dedicada por los macedonios delante de la gran estoa de la terraza superior hacia 200 a. C. Es muy probablemente con motivo de uno de estos episodios que se construyó la fuente monumental que contiene la famosa estatua de Victoria sobre una proa de navío (cf. fotografía y plano, número 9): podría tratarse de una dedicatoria rodia más bien que macedonia, si se cree en el análisis de la caliza utilizada para la proa del navío y el tipo de este último, los dos procedentes de Rodas.
El santuario se convierte en el último refugio del último rey de Macedonia, Perseo, quien va a la isla tras su derrota en Pidna en 168 a. C. y es detenido por los romanos.

## La exploración del sitio

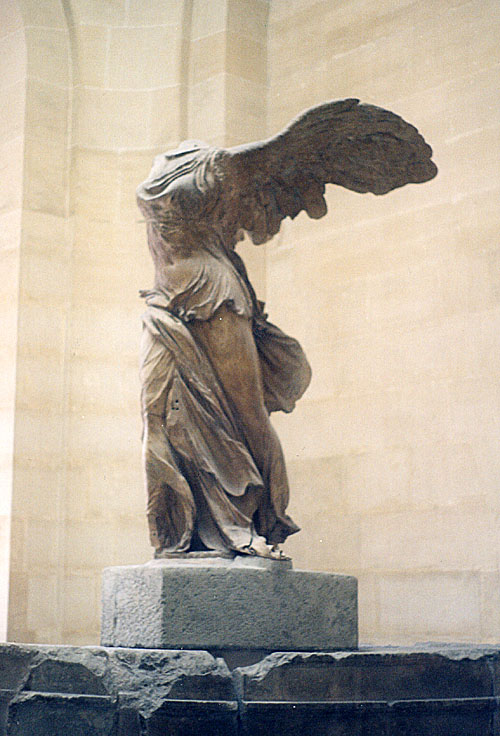
La Victoria de Samotracia, Museo del Louvre (plano, número 9).

La fascinación por el culto a los misterios suscitó un interés constante en el sitio desde los siglos XVII y XVIII. Las primeras excavaciones arqueológicas fueron obra de la misión francesa Deville y Coquart en 1866, tras el espectacular descubrimiento en 1863, por el cónsul francés en  Adrianópolis, Champoiseau, de la célebre estatua de la Victoria, hoy en el Louvre.
Luego, el arqueólogo alemán Alexander Conze exploró el sitio en 1873 y 1876: sacó a la luz el Ptolemaion y la estoa de Filipo, e hizo excavaciones superficiales en el Hierón, en el Arsinoeion y en el Témenos. Sus trabajos se publicaron en dos ricos volúmenes de una calidad excepcional para la época. A raíz de un acuerdo con el gobierno turco, los austriacos compartieron sus descubrimientos: numerosos fragmentos arquitectónicos fueron llevados al Kunsthistorisches Museum de Viena, mientras que otros eran transportados a Galípoli y después al Museo Arqueológico de Estambul, una parte de este material desapareció desafortunadamente en el traslado. Champoiseau regresó en 1891 a buscar los bloques de la proa del barco sobre los cuales la Victoria fue instalada en París, y descubrió en esta ocasión el teatro.
La École française d'Athènes y la universidad de Praga (Salač y Chapouthier) trabajaron conjuntamente entre 1923 y 1927, antes de que comenzaran en 1938 las primeras excavaciones de la Universidad de Nueva York: ellas sacaron a la luz el Anactoron. Interrumpidas por la Segunda Guerra Mundial, durante la cual el sitio sufrió la ocupación búlgara, se reemprendieron en 1948 y continúan en nuestros días. En 1956, se realizó una anastilosis parcial de la columnata de la fachada del Hierón.